# B. J. Britt
 (mars 2015).
Si vous disposez d'ouvrages ou d'articles de référence ou si vous connaissez des sites web de qualité traitant du thème abordé ici, merci de compléter l'article en donnant les références utiles à sa vérifiabilité et en les liant à la section « Notes et références ».
Pour les articles homonymes, voir Britt (homonymie).
B.J. Britt est un acteur américain né le 7 mai 1982 à Los Angeles. Il a joué pour l'essentiel de sa carrière à la télévision en débutant dans la série Les frères Scott dans le rôle de Devon Fox.

## Filmographie

### Cinéma
- 2006 : Le Guerrier pacifique : Kyle
- 2006 : Heavens Fall (en) : Haywood Patterson
- 2009 : Sutures : Scott
- 2010 : Transfer : Apolain / Hermann
- 2010 : Mords-moi sans hésitation : Antoine
- 2010 : Stacy's Mom : Randall
- 2012 : Should've Been Romeo : T.J.
- 2016 : 10 Things I Hate About Life : Nick

### Télévision

#### Séries télévisées
- 2003-2009 : Les frères Scott : Devon Fox/Ref (5 épisodes)
- 2006 : Veronica Mars : Rashard Rucker
- 2006 : One on One : Calvin (1 épisode)
- 2006 : Phénomène Raven : Dylan (1 épisode)
- 2007 : Lincoln Heights : Verne Harwyn (3 épisodes)
- 2008 : Les Experts : Miami : Jared Bell (1 épisode)
- 2008 : Cold Case : Affaires classées : Tom 'The Breeze' Bernard (1 épisodes)
- 2008 : Tout le monde déteste Chris : Walter Dickerson (4 épisodes)
- 2009-2010 : Three Rivers Anton Weathers/Antoine (2 épisodes)
- 2010 : The Vampire Diaries : Carter (saison 2, épisode 2, 1 épisode)
- 2010 : Bones : Clinton (1 épisode)
- 2011 : Nikita : Justin Merrick  (1 épisode)
- 2011 : Prime Suspect : Robber (2 épisodes)
- 2012 : Grimm : Bryan (1 épisode)
- 2012 : Sons of Anarchy : Darnell (2 épisodes)
- 2013 : Raising Hope : Bobby Bowman (1 épisode)
- 2013-présent : Being Mary Jane : Paul Patterson, Jr. (18 épisodes - en cours)
- 2014 : Marvel : Les Agents du SHIELD : Agent Antoine Triplett (principal saison 2, récurrent saisons 1 et 4, 18 épisodes)
- 2016 : UnReal : Darius Beck (saison 2)
- 2016 : Pitch : Will Baker

#### Téléfilms
- 2011 : Wonder Woman de Jeffrey Reiner : Willis Parks
- 2013 : Beverly Hills Cop de Barry Sonnenfeld : Dante (téléfilm sorti en ligne en 2022)
- 2015 : Welcome to the Family d'Alton Glass : Quinton
- 2017 : Behind Enemy Lines de McG : Reggie Mitchella
- 2019 : Coup de foudre au bal de Noël (Rediscovering Christmas) de Colin Theys : Adam